# Ustilago filiformis
Ustilago filiformis (Schrank) Rostr. – gatunek grzybów z rodziny głowniowatych (Ustilaginaceae). Grzyb mikroskopijny, monofag pasożytujący na roślinach z rodzaju manna.

## Systematyka i nazewnictwo
Pozycja w klasyfikacji według Index Fungorum: Ustilago, Ustilaginaceae, Ustilaginales, Ustilaginomycetidae, Ustilaginomycetes, Ustilaginomycotina, Basidiomycota, Fungi.
Po raz pierwszy takson ten opisał w 1793 r. Franz de Paula von Schrank nadając mu nazwę Lycoperdson filiformis. Obecną, uznaną przez Index Fungorum nazwę nadał mu w 1890 r. Emil Rostrup.
Ma 7 synonimów. Niektóre z nich:
- Ustilago longissima (Sowerby) Meyen 1841
- Yenia longissima (Sowerby) Liou 1949[3].

## Charakterystyka
Objawem porażenia rośliny są długie, ciemne równoległe prążki na liściach, czasem także na pochwach i źdźbłach. Znajduje się w nich oliwkowobrązowa, pudrowa masa zarodników. Zarodniki 3-6 µm, gładkie. Grzyb ma charakter ogólnoustrojowy; porażone rośliny zwykle nie kwitną.